# 秀水文庙
秀水文庙为旧时中国浙江嘉兴府附郭县秀水县县学文庙，原位于府城内西北，秀水县署东侧、精严寺北侧（今中国浙江省嘉兴市南湖区勤俭路与干戈弄之间），始建于明宣德五年（1430，即置县次年），宣德八年（1433）基本建成，后世陆续重修。
据明万历二十四年（1596）和清康熙二十四年（1685）两版《秀水县志》及府志记载，秀水文庙布局为前庙后学，中轴线上依次为棂星门三间（石质）、戟门五间、大成殿三间（前有东西庑，万历时各十二间，康熙时各七间）和明伦堂（明万历时为三间，康熙时为五间），棂星门东（即文庙之巽位）为文昌阁一间（上下三层，原为尊经阁两间，上下两层），明伦堂东北为启圣祠三间（清嘉庆时改在明伦堂后）。
原建筑今仅存明伦堂，面阔五间，硬山顶，位于少年路中段嘉兴市图书馆旧馆院内，现为报刊阅览室，1999年7月至2000年1月大修。今梁架、斗拱、柱子等构件为原物，屋面、门窗、地面已整修，墙上尚嵌有六块碑刻，该建筑也是为嘉兴城区内仅存的学宫建筑。